# Демешкіно
Деме́шкіно (рос. Демешкино, чув. Темешкин Сали) — присілок у складі Маріїнсько-Посадського району Чувашії, Росія. Входить до складу Приволзького сільського поселення.
Населення — 9 осіб (2010; 4 у 2002).
Національний склад:
- росіяни — 100 %